# Куросакі Ічіґо
Ічіґо Куросакі (яп. 黒崎　一護) — головний герой аніме та манґи «Бліч», рудоволосий п'ятнадцятирічний школяр. Зріст — 174 см.
Із самого початку володіє здатністю бачити духів і шиніґамі, навіть знайомий з однією дівчиною-привидом і приносить їй квіти. Отримавши від Рукії сили шиніґамі, Ічіґо може повністю розкрити свій потенціал. Спочатку він нічого не знає про Суспільство Душ і б'ється більше по натхненню. За всяку ціну прагне захистити тих, кого любить.
Куросакі є не тільки головним героєм історії, але і одним з найпопулярніших персонажів Bleach. У рейтингу популярності журналу Shonen Jump він довгий час займав перше місце, проте за в останнім, четвертим голосуванні, спустився на 3-е місце.
Ічіґо озвучує сейю Моріта Масакадзу, нагороджений за цю роль як «Найкращий актор-початківець» на Seiyu Awards в 2007 році. З ним випускаються різноманітні товари, у тому числі сувеніри, плюшеві іграшки та статуетки.